# Thank You (Diana Ross)
| Recensione           | Giudizio |
| -------------------- | -------- |
| AllMusic             | [ 1 ]    |
| Entertainment Weekly | B        |
| Evening Standard     | [ 3 ]    |
| The Guardian         | [ 4 ]    |
| MusicOMH             | [ 5 ]    |
| NME                  | [ 6 ]    |
| PopMatters           | 5/10     |
| Rolling Stone        | [ 8 ]    |

Thank You è il venticinquesimo album in studio della cantante statunitense Diana Ross, pubblicato il 5 novembre 2021 dalla Decca Records. Questo è il primo album in studio di Ross da I Love You del 2006, e il primo materiale originale dal 1999, quando ha pubblicato Every Day Is a New Day.

## Tracce
1. Thank You – 3:45 (Diana Ross, Amy Wadge, Christian Paul Wossilek, Nathaniel Ledwidge, Troy Miller)
2. If the World Just Danced – 3:44 (Diana Ross, Aliandro Prawl, Andre Pinckney, Scott M. Carter, Amy Wadge, Vanessa Wood, Jaquetta Singleton)
3. All Is Well – 4:32 (Diana Ross, Fred White, Rhonda Ross)
4. In Your Heart – 4:16 (Diana Ross, Charles Hinshaw, Amy Wadge)
5. Just in Case – 3:10 (Diana Ross, Taylor Parks, Jimmy Napes, Freddy Wexler, Fred White)
6. The Answer's Always Love – 4:33 (Siedah Garrett, Barry Eastmond)
7. Let's Do It – 3:40 (Diana Ross, Fred White, Neff-U)
8. I Still Believe – 3:38 (Hannah Berney, Autumn Rowe, Ruth-Anne Cunningham, Charlie McLean)
9. Count on Me – 3:30 (Rhonda Ross)
10. Tomorrow – 3:23 (Aliandro Prawl, Amy Wadge, Alex Stacey, Andre Pinckney, Scott M. Carter, Chris Stevens, Kyla Moscovich, Vanessa Wood)
11. Beautiful Love – 4:00 (Diana Ross, Fred White)
12. Time to Call – 3:31 (Diana Ross, Teyana Miller, Troy Miller)
13. Come Together – 3:43 (Diana Ross, Charles Hinshaw, Marvee Woods, Timothy Bloom, Ayak Thiik)

## Classifiche
| Classifica (2021) | Posizione massima |
| ----------------- | ----------------- |
| Belgio (Fiandre)  | 33                |
| Belgio (Vallonia) | 62                |
| Francia           | 78                |
| Germania          | 33                |
| Paesi Bassi       | 42                |
| Regno Unito       | 7                 |
| Svizzera          | 21                |